# Yastreb

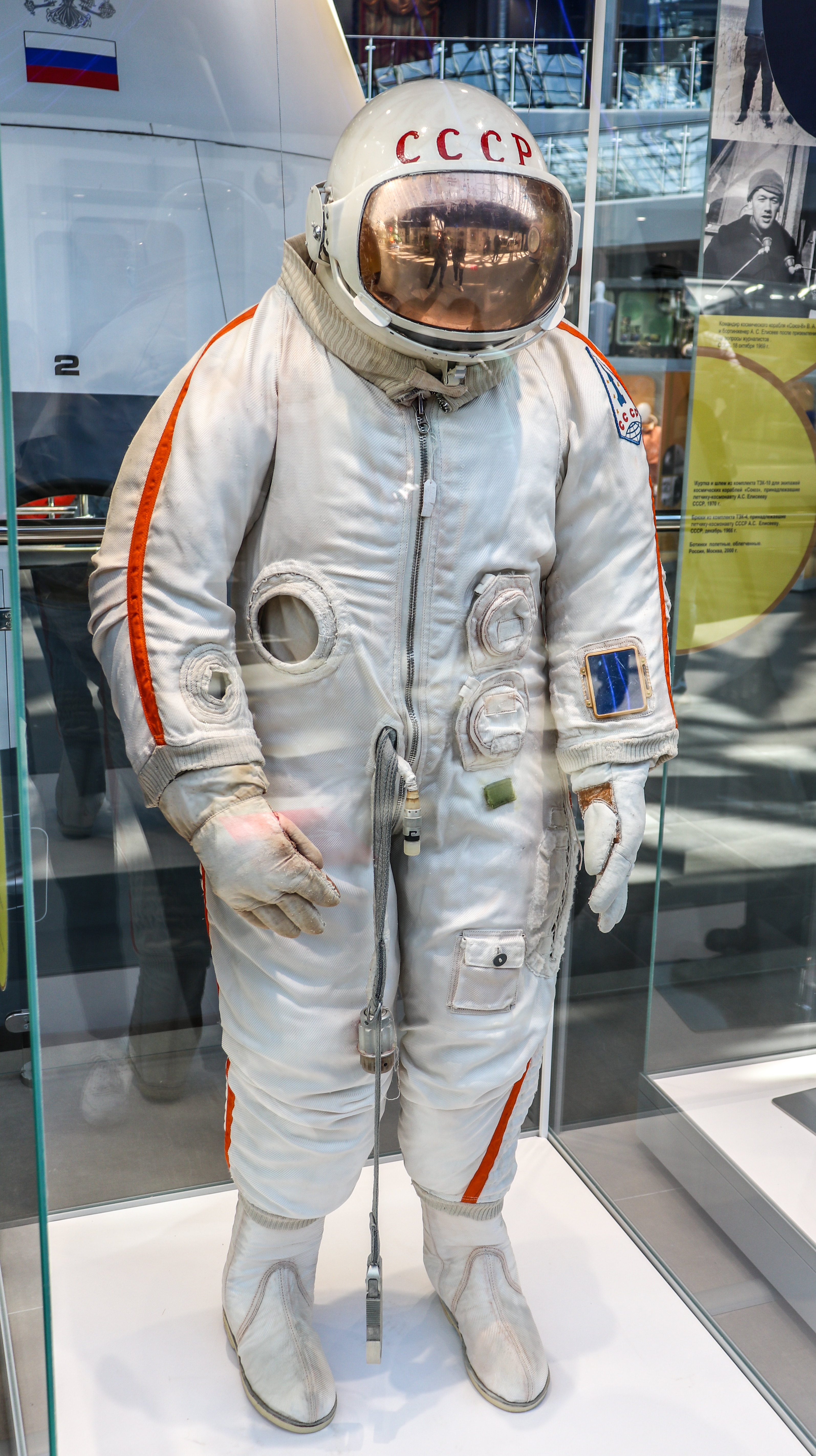
Exhibición del traje espacial Yastreb, en el Museo Estatal Tsiolkovsky de Historia de la Cosmonáutica.

Yastreb (en cirílico, Ястреб, significando halcón) fue el primer traje espacial soviético diseñado para realizar actividades extravehiculares.
Su diseño comenzó en 1965 y fue utilizado por primera vez en 1967, durante la transferencia de tripulaciones en el encuentro espacial entre las misiones Soyuz 1 y Soyuz 2. También fue utilizado durante el encuentro de las misiones Soyuz 4 y Soyuz 5 y estaba previsto utilizarlo en el encuentro entre Soyuz 7 y Soyuz 8, pero el fallo en el acoplamiento de estas dos últimas naves impidió una transferencia de tripulación.
El sistema de soporte vital del Yastreb era pequeño y diseñado para ser colocado en el pecho o la espinilla para permitir al cosmonauta pasar a través de la escotilla de la Soyuz.
Utilizaba un complejo sistema de poleas para proporcionar cierta flexibilidad al traje.